# Michael Williams (produtor)
Michael Williams (14 de fevereiro de 1957) é um produtor de cinema estadunidense. Foi indicado ao Oscar de melhor documentário de longa-metragem na edição de 2004 pela realização da obra The Fog of War.